# Lynn Harrell
Lynn Harrell   (Manhattan, 30 de gener de 1944 - Santa Monica, 27 d'abril de 2020) va ser un violoncel·lista clàssic nord-americà. Conegut per la "riquesa penetrant" del seu so, Harrell va actuar internacionalment com a recitalista, músic de cambra i solista amb les principals orquestres al llarg d'una carrera de gairebé sis dècades. Va ser el guanyador del premi Avery Fisher inaugural i dos premis Grammy, entre altres reconeixements, i va ensenyar a la Universitat de Cincinnati - College-Conservatory of Music, Royal Academy of Music, Cleveland Institute of Music, Juilliard School, USC Thornton School of Música, i l'Escola de Música del Pastor.

## Biografia
Harrell va néixer de pares músics a Manhattan, Nova York: el seu pare era el baríton Mack Harrell, de Texas, i la seva mare, Marjorie Fulton, era violinista, originària d'Oklahoma. Als nou anys va començar els estudis de violoncel. Quan tenia dotze anys, la seva família es va traslladar a Dallas, Texas, on va estudiar amb Lev Aronson mentre el seu pare ensenyava a la Universitat Metodista del Sud. Els estius es passaven sovint a Colorado, on el seu pare va ser un dels fundadors i després el segon director de l'"Aspen Music Festival and School".
Després d'assistir a la "Denton High School", Harrell va estudiar a la Juilliard School de Nova York amb Leonard Rose i en acabat al Curtis Institute of Music de Filadèlfia amb Orlando Cole. El 1961, quan tenia 17 anys, va fer el seu debut al Carnegie Hall amb l'Orquestra Filharmònica de Nova York com a part d'un concert per a joves.
El 1960, quan Harrell tenia 15 anys, el seu pare va morir de càncer. El novembre de 1962, quan tenia divuit anys, la seva mare va morir a causa de les ferides sofertes a un accident de dos vehicles mentre viatjava de Denton a Fort Worth amb el pianista Jean Mainous per fer un recital; va ser violinista en residència (facultat) a la Universitat de North Texas College of Music.
Just abans de morir la seva mare, l'abril de 1962, Harrell s'havia retirat de l'escola secundària de Denton durant el seu primer any per avançar a les semifinals de la Segona Competició Internacional Txaikovski a Moscou.

Després de perdre la seva mare, com va dir Harrell,
| « | "Em vaig traslladar a les cases d'amics de la família amb la meva única maleta i violoncel fins que [després] tenia 18 anys, quan em vaig unir a l'Orquestra de Cleveland. En part, vaig aconseguir aquesta feina perquè el seu director George Szell va conèixer el meu pare gràcies a la seva col·laboració a la Metropolitan Opera". | » |

 Harrell va ser el violoncel·lista principal de l'Orquestra de Cleveland de 1964 a 1971.

## Carrera professional
Harrell va fer el seu debut en recital a Nova York el 1971, i un any més tard va tocar en un concert de la Chamber Music Society del Lincoln Center. En una ressenya d'aquell concert, Harold C. Schonberg de The New York Times va declarar que "seria difícil exagerar la bella interpretació" de Harrell, afegint "aquest jove ho té tot". Durant la resta de la seva vida, va continuar actuant internacionalment com a recitalista, músic de cambra i solista amb orquestres. També el 1971, va començar la seva carrera docent a la Universitat de Cincinnati – College-Conservatory of Music. Va continuar ensenyant a la Royal Academy of Music de Londres, l'Aspen Music Festival, el Cleveland Institute of Music i la Juilliard School. Va exercir com a director musical del Los Angeles Philharmonic Institute de 1988 a 1992. De 1986 a 1993, va ocupar el càrrec de "Gregor Piatigorsky Endowed Chair in Violoncello" a la USC Thornton School of Music de Los Angeles; ell només va ser la segona persona a ostentar el títol, després del mateix Piatigorsky. Va formar part de la facultat de la Shepherd School of Music de la Universitat Rice des del 2002 fins al 2009.
Anteriorment, Harrell va tocar un violoncel Montagnana de 1720 que va comprar amb els ingressos de la propietat dels seus pares i també un violoncel Antonio Stradivarius de 1673 que va pertànyer a la difunta violoncel·lista britànica Jacqueline du Pré. El seu últim instrument va ser un violoncel de Christopher Dungey de 2008.
De 1985 a 1993 va ocupar la Càtedra Internacional d'Estudis de Violoncel a la Royal Academy of Music (RAM) de Londres i el 1993 va esdevenir Director de la RAM, càrrec que va ocupar fins al 1995.
El 7 d'abril de 1994 es va presentar al Vaticà amb la Royal Philharmonic Orchestra dirigida per Gilbert Levine en el Concert Papal per Commemorar la Shoah. L'audiència d'aquest esdeveniment històric, que va ser la primera commemoració oficial de l'Holocaust de la Santa Seu, incloïa el papa Joan Pau II i el gran rabí de Roma.
L'any 2001, l'Orquestra Simfònica de Dallas va establir el "Lynn Harrell Concerto Competition" en el seu honor. El concurs està obert a intèrprets de corda i pianistes, d'entre 8 i 18 anys, de Texas, Nou Mèxic, Oklahoma, Arkansas i Louisiana.

## Mort
Harrell va morir a la seva casa de Santa Mònica, Califòrnia, el 27 d'abril de 2020, a l'edat de 76 anys. Segons la seva dona Helen Nightengale, va morir sobtadament, probablement per un ictus massiu.

## Vida personal
Harrell va tenir dos fills del seu primer matrimoni amb la periodista i escriptora Linda Blandford, amb qui es va casar el 1976: Kate, actriu i professora de ioga, i Eben, periodista, tots dos viuen i treballen a Londres.
El 2002 es va casar amb la violinista Helen Nightengale, antiga estudiant; la parella va tenir dos fills, Hanna i Noah. Harrell i Nightengale també van fundar HEARTbeats, que "s'esforça per ajudar els nens que ho necessiten a aprofitar el poder de la música per afrontar millor i recuperar-se dels reptes extrems de la pobresa i els conflictes".
Harrell poques vegades confiava els seus instruments als gestors d'equipatges de les companyies aèries i el 2012 va aconseguir una certa notorietat quan Delta Air Lines el va expulsar del seu programa de viatger freqüent per registrar-se i viatjar amb el seu violoncel, que havia estat inscrit com a "Mr. Cello Harrell."

## Premis
- Piatigorsky Award[22]
- Ford Foundation Concert Artists' Award[23]
- The inaugural Avery Fisher Prize (conjuntament amb Murray Perahia)[24]
- Grammy Award for Best Chamber Music Performance.[4]
  - Vladímir Aixkenazi, Lynn Harrell & Itzhak Perlman for Beethoven: The Complete Piano Trios (1988)
  - Vladímir Aixkenazi, Lynn Harrell & Itzhak Perlman for Tchaikovsky: Piano Trio in A minor (1982)[24]